# Куприянов, Фёдор Фёдорович
Фёдор Фёдорович Куприянов — советский хозяйственный, государственный и политический деятель, доктор технических наук.

## Биография
Родился в 1924 году в селе Ямбирно. Член КПСС.
С 1948 года — на хозяйственной, общественной и политической работе. В 1948—1996 гг. — инженер-конструктор, начальник конструкторской бригады, главный конструктор Павловского машиностроительного завода «Восход».
Пионер в области создания систем управления сверхзвуковыми самолётами (разработки совершенных приводов, автономных рулевых машин и электрогидравлических систем).
За работу в области самолётостроения (бустер БУ-1 для самолёта МИГ-17) был в составе коллектива удостоен Сталинской премии 3-й степени 1951 года.
Лауреат Государственной премии СССР.
Умер в Павлове в 1996 году.